# 迈克·罗伯逊
迈克·罗伯逊（英語：Mike Robertson，1985年2月26日—），加拿大男子单板滑雪运动员。他曾代表加拿大参加2010年冬季奥林匹克运动会单板滑雪比赛，获得男子障碍追逐银牌。